# Балхаузен
Балхаузен (њем. Ballhausen) општина је у њемачкој савезној држави Тирингија. Једно је од 47 општинских средишта округа Унструт-Хајних. Према процјени из 2010. у општини је живјело 926 становника. Посједује регионалну шифру (AGS) 16064005.

## Географски и демографски подаци
Балхаузен се налази у савезној држави Тирингија у округу Унструт-Хајних. Општина се налази на надморској висини од 162 метра. Површина општине износи 14,7 km². У самом мјесту је, према процјени из 2010. године, живјело 926 становника. Просјечна густина становништва износи 63 становника/km².